# 紀田長
紀 田長（き の たおさ/たなが、生没年不詳）は、奈良時代の貴族。大納言・紀船守の子。官位は正五位下・長門守。

## 経歴
桓武朝初頭の延暦2年（783年）正月に従五位下に叙爵し、2月に主計頭に任官するが、7月には伊予介として地方官に転じた。その後も、延暦9年（790年）長門守と地方官を歴任し、この間の延暦7年（788年）従五位上に昇叙されている。のち時期は不明ながら、位階は正五位下に至った。

## 官歴
『続日本紀』による。
- 時期不詳：正六位上
- 延暦2年（783年） 正月16日：従五位下。2月25日：主税頭。7月25日：伊予介
- 延暦7年（788年） 11月25日：従五位上
- 延暦9年（790年） 12月2日：長門守
- 時期不詳：正五位下[1]

## 系譜
- 父：紀船守[2]
- 母：不詳
- 生母不詳の子女
  - 男子：紀野永[3]
  - 男子：紀御園[1]
  - 男子：紀永直[3]